# Hartheim am Rhein
Hartheim là một thị xã thuộc huyện Breisgau-Hochschwarzwald, Baden-Württemberg, thuộc nước Đức. Đô thị Hartheim có diện tích 26,05 km², dân số thời điểm 31 tháng 12 năm 2020 là 4844 người.